# Buste d'Isabelle d'Aragon
Le Buste d'Isabelle d'Aragon est une sculpture en marbre à cire polychrome, réalisée par Francesco Laurana vers 1487-1488 et conservée au Kunsthistorisches Museum de Vienne.

## Histoire
Le portrait a probablement été commandé à Laurana à l'occasion du mariage d'Isabelle d'Aragon avec Gian Galeazzo Maria Sforza, célébré à Naples en 1488. Certains spéculent également que l'œuvre représente plutôt la mère Ippolita Maria Sforza, auquel cas la datation pourrait être anticipée à 1475 lorsque l'artiste était à Naples.

## Description et style
Parmi les bustes de Laurana, c'est le seul qui a conservé sa polychromie d'origine presque intacte. Le très beau portrait féminin est représenté en buste incluant les épaules, coupé à hauteur de poitrine. Les cheveux sont rassemblés dans un filet doré qui cache les oreilles et donne à la forme de la tête un aspect plus lisse. L'effigie se caractérise par une beauté lisse et pure, où les traits sont réduits à l'essentiel, développant le sens de la synthèse et la pureté géométrique des formes. Ce principe d'idéalisation est similaire aux œuvres de Piero della Francesca, que le sculpteur avait peut-être vues dans sa jeunesse à Urbino.
Pour la coloration du buste, Laurana a utilisé de la cire colorée, avec laquelle les fleurs rouges sont faites dans les mailles du filet à cheveux doré. C'est une technique probablement souvent utilisée, mais qui ne survit que dans cet exemplaire de la production de l'artiste.